# Gabriel Cartolano
Gabriel Cartolano (Ribeirão Preto, 22 de julho de 1991), é um apresentador, jornalista e produtor. Tornou-se mais conhecido por apresentar o programa Vem Pra Cá e ser comentarista dos programas Triturando, Fofocando e Fofocalizando, ambos transmitidos pelo SBT.

## Trajetória
Gabriel Cartolano nasceu em 22 de Julho de 1991, em Ribeirão Preto, São Paulo. Mudou-se para a capital, São Paulo, aos dezesseis anos de idade. Onde formou-se em Comunicação na FMU com pós-graduação em jornalismo cultural.
Seu primeiro trabalho na televisão foi como estagiário na produção do reality show Aprendiz Celebridades na Record em 2014. Em seguida, foi produtor do TV Fama da RedeTV!.
Em 2016, transferiu-se para o SBT para integrar a equipe do recém-lançado Fofocando. No programa de estreia, ele interpretou o "Homem do Saco". Entretanto, como a mídia descobriu a sua identidade logo naquele dia, o programa colocou outra pessoa para assumir o personagem e ele continuou a trabalhar na equipe apenas atrás das câmeras.
Reapareceu no vídeo no ano seguinte, quando o Fofocando se tornou Fofocalizando. Assumindo a função de repórter e também comandando o quadro "Direto da Redação". Rapidamente despontou no programa, ganhando cada vez mais destaque. Foi promovido ao posto de apresentador, cobrindo eventuais folgas dos outros apresentadores. Com o passar do tempo e com mudanças na atração, conquistou um espaço fixo.
Fez parte do time de comentaristas do Triturando entre 2020 e 2021, exercendo a mesma função no Fofocalizando, quando este retornou à programação em 2021. Além disso, a partir de 2020, é locutor do programa Notícias Impressionantes. Em 2021, estreou no comando do Vem Pra Cá ao lado de Patrícia Abravanel.

## Trabalhos na TV
| Ano           | Título                   | Função       |
| ------------- | ------------------------ | ------------ |
| 2014          | Aprendiz Celebridades    | Produtor     |
| 2015–16       | TV Fama                  | Produtor     |
| 2016–17       | Fofocando                | Produtor     |
| 2017–18       | Fofocalizando            | Repórter     |
| 2019–presente | Fofocalizando            | Comentarista |
| 2020–21       | Triturando               | Comentarista |
| 2020–presente | Notícias Impressionantes | Apresentador |
| 2021–22       | Vem Pra Cá               | Apresentador |